# Michele Cossa
Michele Cossa (Sestu, 12 aprile 1960) è un politico italiano.

## Biografia
Già consigliere comunale con la Democrazia Cristiana, è stato sindaco di Sestu dal 1990 al 1992 e poi dal 1995 al 1999 con il PPI. Durante il suo mandato sono state realizzate numerose opere pubbliche e avviati i lavori del più importante Centro Agroalimentare della Sardegna.
È stato Segretario generale di ANCI Sardegna e presidente dell'Associazione sarda degli Enti locali (ASEL). Nel 1999 viene eletto per la prima volta consigliere regionale in Sardegna.
Alle elezioni politiche del 2001 grazie a un accordo tra i Riformatori Sardi e la coalizione della Casa delle Libertà viene eletto alla Camera dei Deputati nel collegio uninominale Cagliari-Assemini. È sua la prima proposta di legge in materia di stalking.
In seguito è rieletto consigliere regionale con i Riformatori Sardi nel 2009, nel 2014 e nel 2019. È stato uno dei maggiori protagonisti dell'iniziativa di legge popolare che ha portato all'inserimento nell'art. 119 della Costituzione del "principio di insularità". È stato anche vicepresidente del Consiglio regionale della Sardegna e presidente della Commissione speciale per l'insularità.
Nel maggio del 2024, in occasione delle elezioni europee, viene candidato da Forza Italia in seconda posizione nella circoscrizione insulare, dietro alla capolista Caterina Chinnici.